# Westmill
Westmill is een civil parish in het bestuurlijke gebied East Hertfordshire, in het Engelse graafschap Hertfordshire met 305 inwoners.